# Dusona annexa
Dusona annexa là một loài tò vò trong họ Ichneumonidae.